# Stavely
Stavely es un pueblo canadiense situado en la provincia de Alberta.

## Superficie
Stavely tiene una superficie de 1,78 km².

## Demografía
En 2021, tenía 544 habitantes, una densidad poblacional de 305,3 hab./km², y 287 viviendas.